# Władysław Stachowiak
Władysław Stachowiak (ur. 6 czerwca 1922 w Ostrowie Wielkopolskim, zm. ?) – polski ślusarz i działacz socjalistyczny, poseł na Sejm PRL IV i V kadencji.

## Życiorys
Syn Wawrzyna i Elżbiety. Uzyskał wykształcenie podstawowe, z zawodu ślusarz. Pracował jako starszy mistrz budowy wagonów w Zakładach Naprawczych Taboru Kolejowego w Ostrowie Wielkopolskim. W 1945 wstąpił do Polskiej Partii Socjalistycznej, z którą w 1948 przystąpił do Polskiej Zjednoczonej Partii Robotniczej. Zasiadał w Komitecie Zakładowym partii. W 1965 został II sekretarzem oddziałowej organizacji partyjnej w ZNTK i członkiem egzekutywy Komitetu Powiatowego PZPR. W 1965 i 1969 uzyskiwał mandat posła na Sejm PRL w okręgu Ostrów Wielkopolski, przez dwie kadencje zasiadał w Komisji Komunikacji i Łączności. Odznaczony Brązowym Krzyżem Zasługi.